# Hyphessobrycon erythrostigma
Hyphessobrycon erythrostigma es una especie de pez de la familia Characidae en el orden de los Characiformes.

## Morfología
Los machos pueden llegar alcanzar los 6,1 cm de longitud total.
Diferencia Sexual: La aleta dorsal del macho adulto es mucho más puntiaguda y alargada que las hembras.
Reproducción: No es fácil su reproducción: depende de la correcta composición del agua (agua muy blanda, 1-3 gh) y de contar con una pareja adecuada. Los datos restantes son idénticos a las de otras especies similares.

## Alimentación
Omnívoro. Acepta alimentos secos pero un aporte regular de alimentos vivos y congelados es particularmente importante.gusanos, crustáceos y  plantas.

## Hábitat
Vive en zonas de clima tropical entre 23 °C - 28 °C de temperatura.
Características sociales: Deberá estar integrado en un grupo. Si esta solo o en un cardumen menor a 5 se tornara un tanto agresivo. Su temperamento es moderado y gusta nadar en la zona media del acuario. Entre sus compañeros de acuario pueden ser los barbos, guramis, tetras, tiburones entre otros.

## Distribución geográfica
Se encuentran en Sudamérica:  cuenca del río Amazonas